# De zeven Zwaben

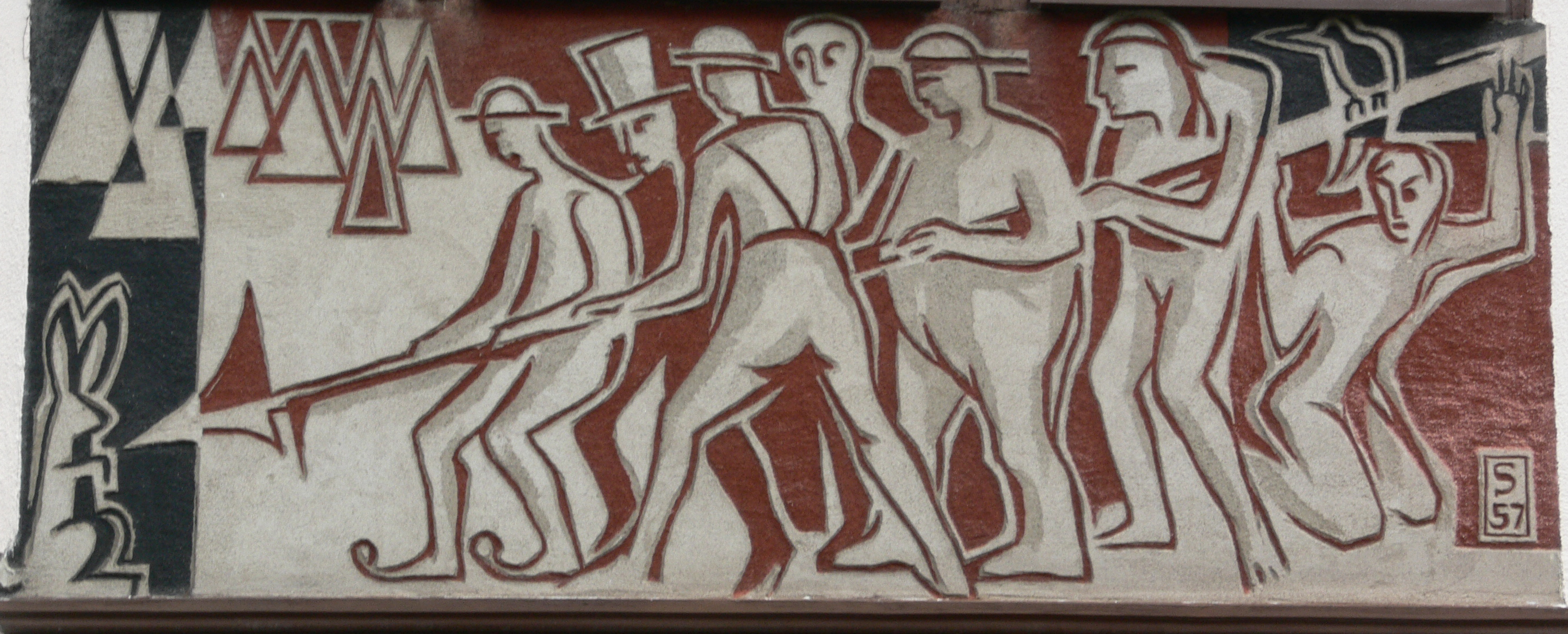
De zeven Zwaben, 1957

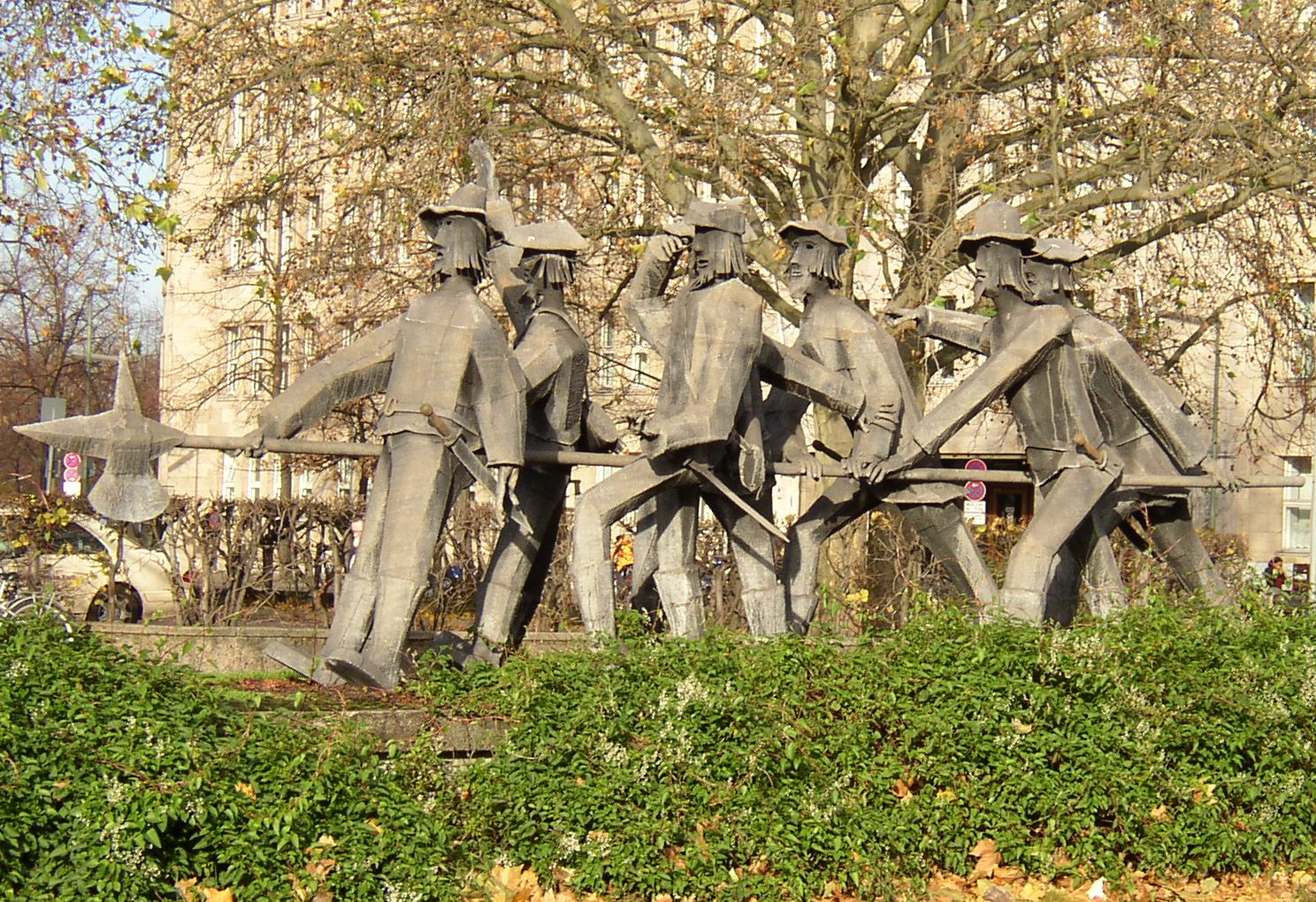
Monument op de Hohenzollerndamm in Berlijn

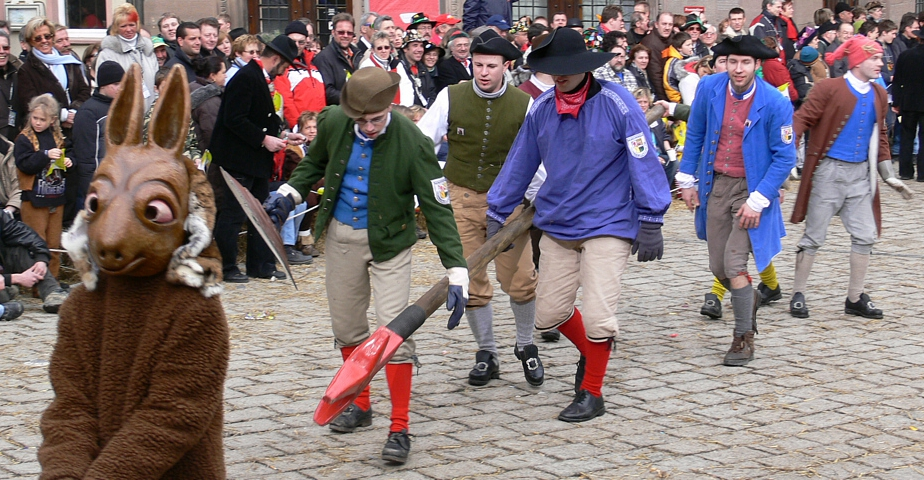
De haas en de zeven Zwaben met de speer

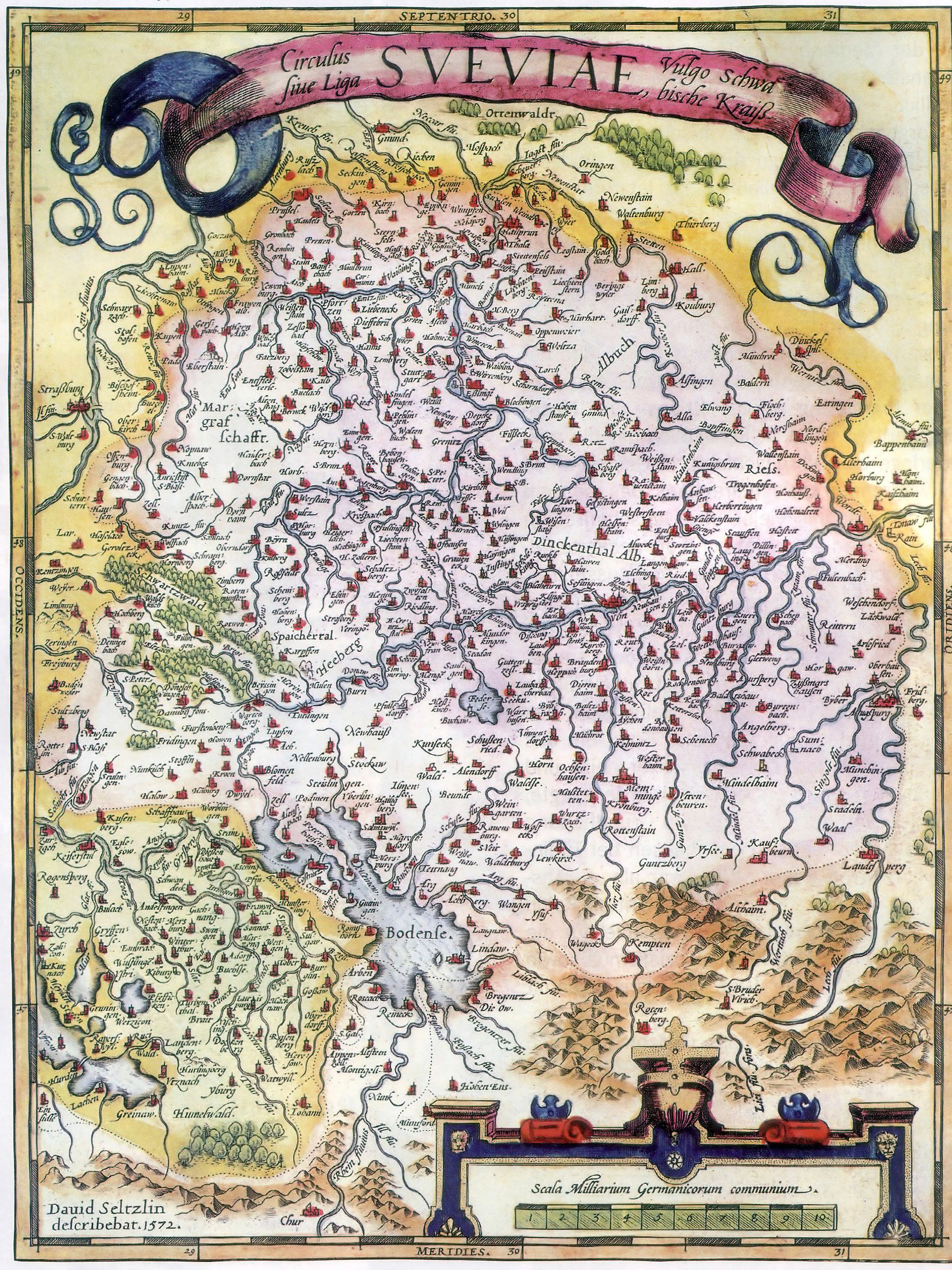
Schwaben op een kaart uit 1572

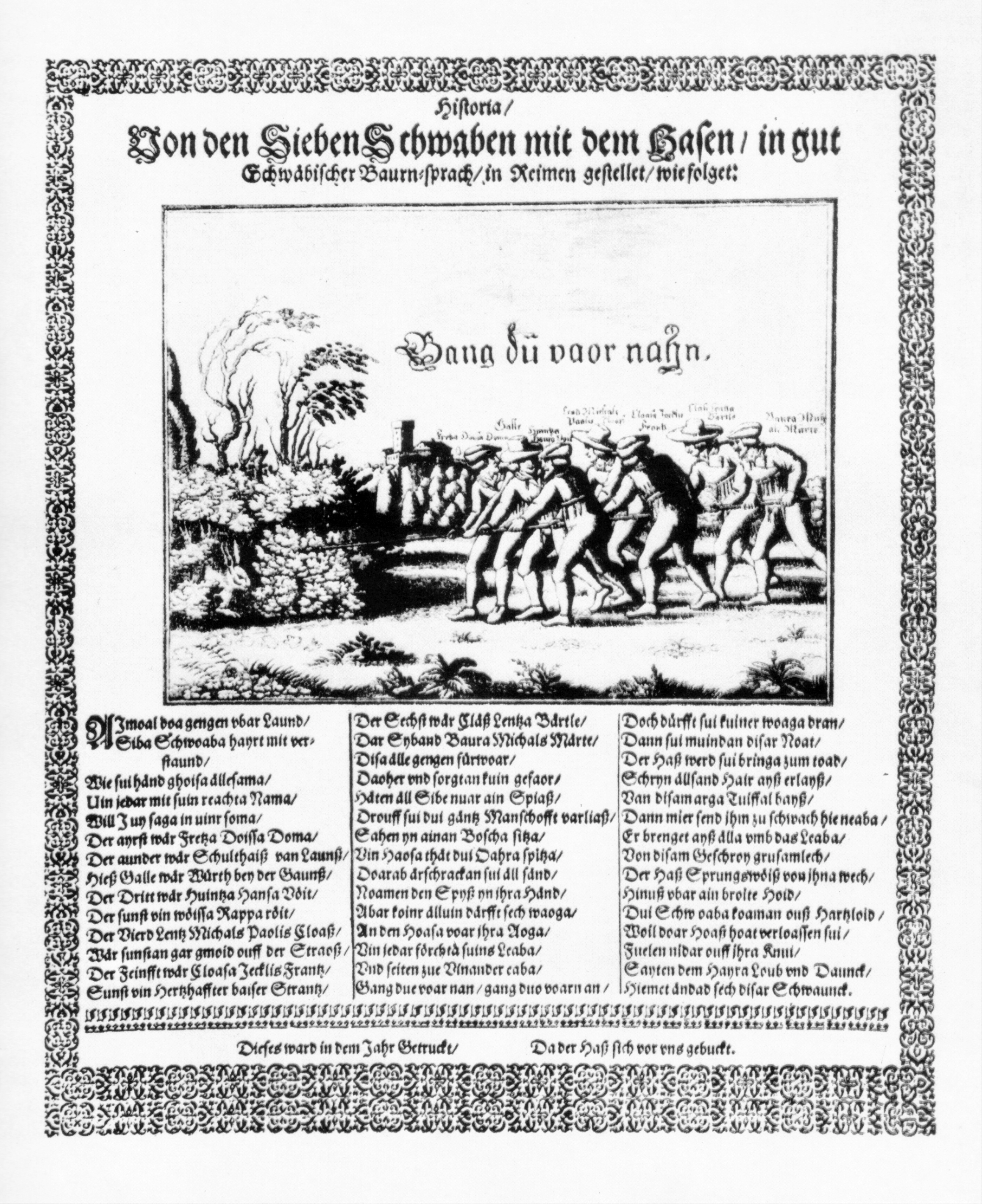
De zeven Schwaben, ca. 1640

De zeven Zwaben is een sprookje dat werd genoteerd door de gebroeders Grimm voor Kinder- und Hausmärchen met volgnummer KHM119. De oorspronkelijke naam is Die sieben Schwaben.

## Het verhaal
Er zijn zeven Zwaben, de schout, Jacob, Martin, Joris, Michiel, Hans en Vitus. Ze reizen door de wereld en ze maken één lange speer die ze allen vasthouden. In de hooimaand komen ze bij een dorp en een grote mestkever of horzel vliegt luid voorbij in de schemering. De schout schrikt en zegt dat hij een trommel hoort en Jacob ruikt kruit en lont. De schout vlucht en springt over een hek, waarbij een hark in zijn gezicht slaat. De andere zes volgen en geven zich over, maar er komt geen vijand en ze besluiten niemand te vertellen over het voorval. Na een paar dagen zit een haas in de zon te slapen en zijn oren staan omhoog. Zijn grote ogen zijn open en iedereen is bang voor het dier, maar ze durven niet te vluchten. Ze pakken de speer en ze willen allen dat een ander voorop loopt. De schout gaat voor en ze bestormen de draak. De schout slaat een kruis en ze roepen God aan. De haas schrikt wakker en vlucht en de schout ziet dat het een haas is. Ze komen bij de Moezel en ze roepen naar een man aan de overkant. Ze willen over de rivier, maar de man kent hun taal niet. In het Triers vraagt hij Wadde, wadde? en de mannen denken dat ze moeten waden door het water. De schout zakt weg in de modder en de wind blaast zijn hoed naar de overkant. Een kikker kwaakt en de mannen denken dat de schout hen oproept ook te waden. Ze springen in het water en verdrinken ook.

## Achtergronden
- Het sprookje komt uit Wendemut (1563) van Hans Wilhelm Kirchhof.
- In andere versies zijn er negen Zwaben, zoals in de versie van Hans Sachs (1545).
- De versie van Johannes Agricola heet Der fürchtet sich für ihm selbs.
- Eucharius Eyring schreef een verklaring in rijmdicht in de Proverbiorum Copia (1601 – 1604).
- Het sprookje werd vooral bekend door de versie van Ludwig Aurbacher, de namen zijn: Allgäuer, Seehas, Nestelschwaub, Blitzschwaub, Spiegelschwaub, Gelbfüssler en Knöpfleschwaub.
- Het gevecht met de haas is ook te vinden in het vijftiende-eeuwse verhaal Comedia de lepore quadam.
- Dergelijke spotverhalen over een stad of streek treft men aan in geheel Europa, vergelijk de Kamper uien en Dokkumers uit Nederland (zie De dure beul, een Kamper ui verscheen ook in Wendemut[1]). Zie ook De roerdomp en de hop (KHM174) en Pot met drie oren.
- In een reclame van Sonnema Berenburg is een vergelijkbare situatie, hier zakken mannen door het ijs nadat ze gevraagd hebben of het veilig is. De Friese taal wordt verkeerd begrepen (it kin net betekent het kan niet)
- Denk aan: ergens de draak mee steken.
- Veel heiligen (zoals Sint Joris, aartsengel Michaël (ook wel Michiel) en Sint Martinus) vochten volgens de overlevering met een draak. Zie ook: draaksteken.
- Zwaben of Schwaben zijn inwoners van Schwaben. Voor de Zwitsers is Schwaben echter een spotterm voor Duitsers in het algemeen
- De hooimaand is juli.
- In twee gebroeders (KHM60) wordt een koningsdochter geofferd aan een zevenkoppige draak.
- Zes Zwaben denken dat ze de schout horen als een kikker kwaakt, in De drie talen (KHM33) kent een jongen wel de taal van de dieren. Ook in Kikkererwtje is er een misverstand door gekwaak.
- Ook in Het boerke (KHM66) verdrinken mannen door een misverstand.
- Het sprookje is verwant met De uil (KHM174).

## Afbeeldingen

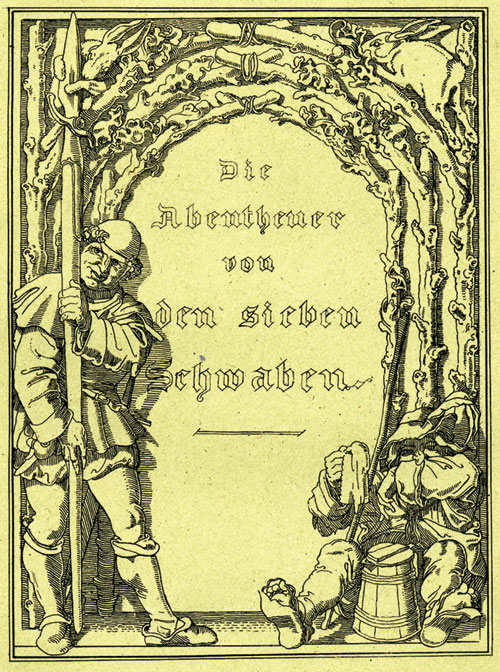
De avonturen van de zeven Zwaben, Ludwig Aurbacher, 1832
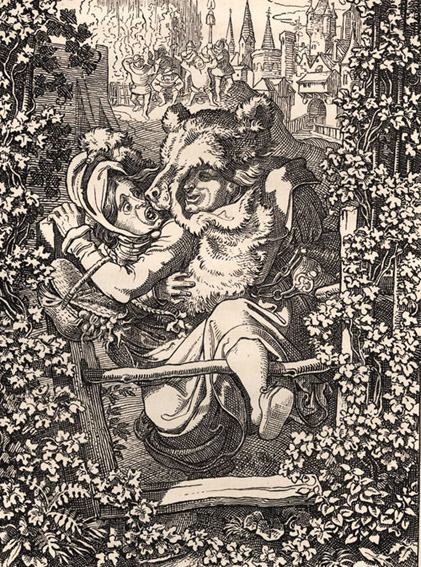
Illustratie uit De avonturen van de zeven Zwaben, Ludwig Aurbacher, 1832
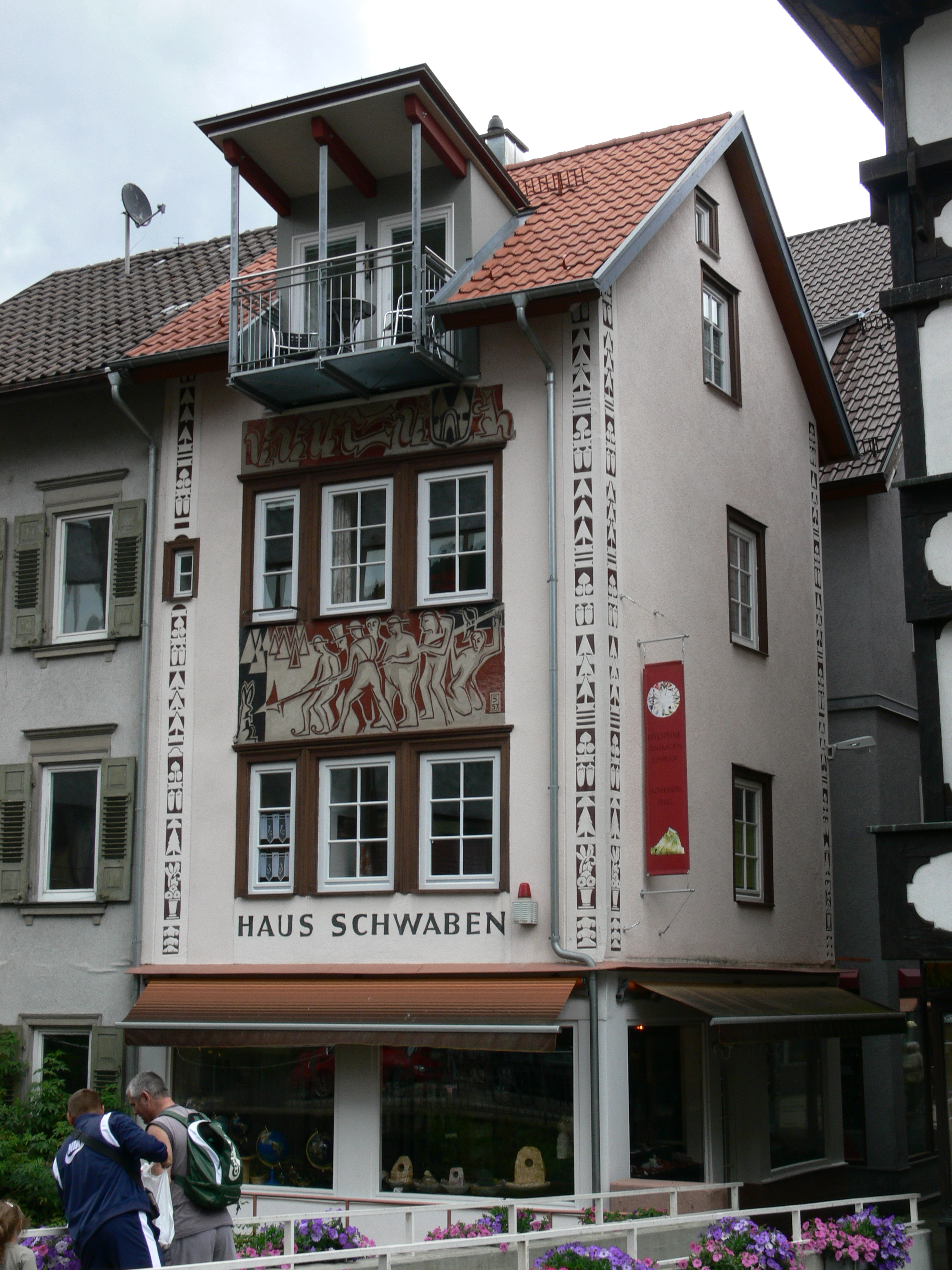
Haus Schwaben, Baden-Württemberg
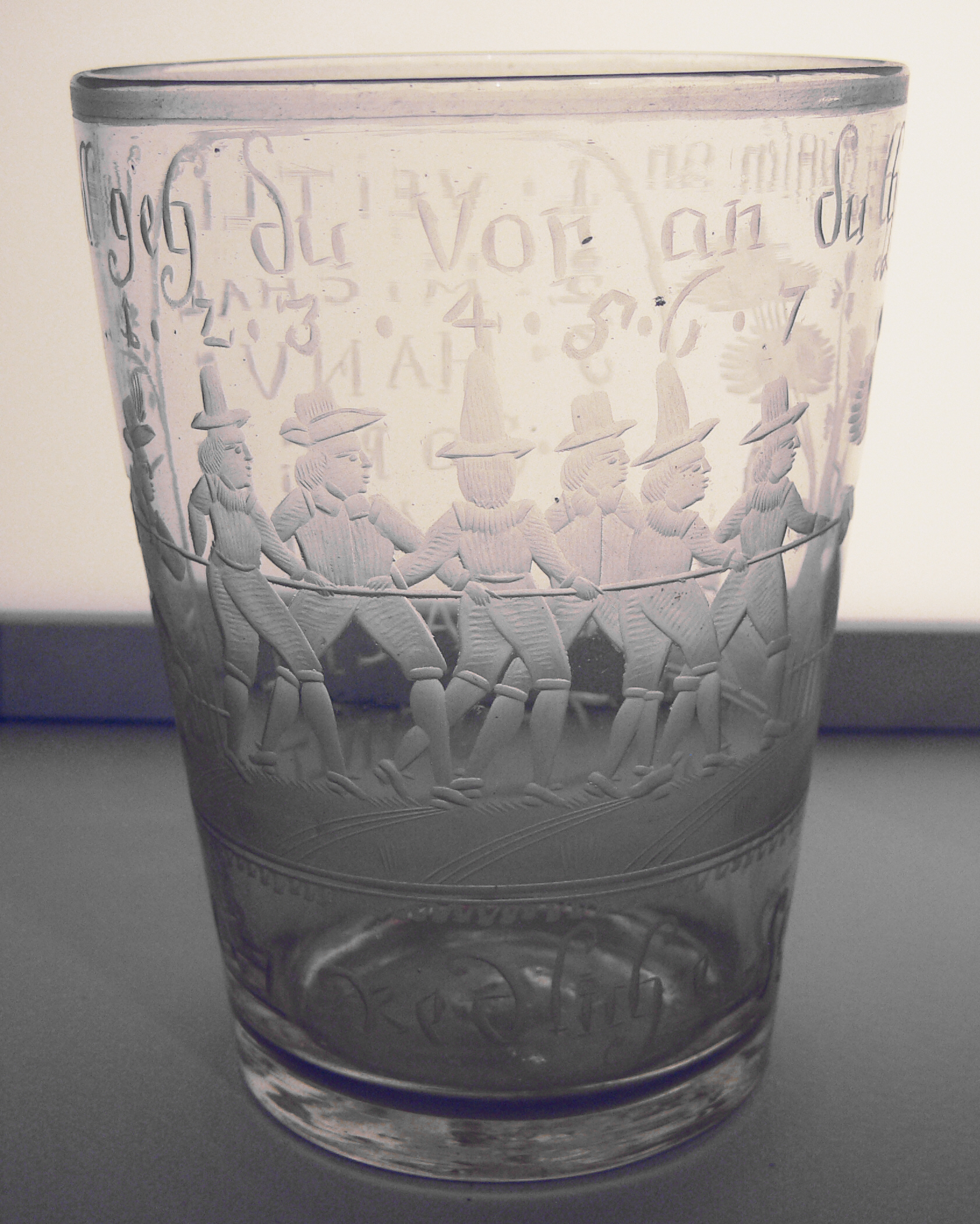
Een glas uit de achttiende eeuw